# Петропавловское сельское поселение (Большесосновский район)
Петропавловское сельское поселение — упразднённое муниципальное образование в составе Большесосновского района Пермского края.
Административный центр — село Петропавловск.
Существовало с 19 декабря 2004 года по 14 мая 2021 года Большесосновский муниципальный район, упразднено в связи с преобразованием муниципального района в муниципальный округ.

## Население
| 2010 | 2012 | 2013 | 2014 | 2015 | 2016 | 2017 |
| ---- | ---- | ---- | ---- | ---- | ---- | ---- |
| 1036 | ↘982 | ↘957 | →957 | ↘934 | ↘900 | ↘898 |
| 2018 | 2019 | 2020 | 2021 |      |      |      |
| ↘878 | ↘856 | ↘854 | ↘832 |      |      |      |

## Населённые пункты
В состав поселения входили 9 населённых пунктов:
- сёла: Петропавловск, Пермяки, Солоды.
- деревни: Большие Кизели, Киприно, Кузнецы, Малиновка, Русский Лем, Селетки.